# When Am I Going to Make a Living
Singles de Sade
Your Love Is King
(1984) Smooth Operator
(1984)
Clip vidéo
[vidéo] « When Am I Going to Make a Living », sur YouTube
When Am I Going to Make a Living est une chanson du groupe anglais Sade de leur premier album Diamond Life. La chanson est écrite par Sade Adu et Stuart Matthewman, et produite par Robin Millar. Elle est sortie le 14 mai 1984 en tant que deuxième single de l'album. 

## Liste des titres
| A. | When Am I Going to Make a Living | 3:25 |
| B. | Should I Love You                | 3:50 |

| A1. | When Am I Going to Make a Living | 3:35 |
| B1. | Why Can't We Live Together       | 5:28 |
| B2. | Should I Love You                | 3:50 |

## Crédits
Crédits adaptés de Discogs.
Sade
- Sade Adu – voix
- Paul Cooke – batterie
- Paul S. Denman – basse
- Dave Early – batterie, percussion
- Andrew Hale – claviers
- Stuart Matthewman – saxophone, guitare

Production
- Robin Millar – production
- Mike Pela – ingénieur du son
- Tim Young – mastérisation
- Chris Roberts – photographie
- Graham Smith – conception

## Classements hebdomadaires
| Classement (1984)                      | Meilleure position |
| -------------------------------------- | ------------------ |
| Belgique (Flandre Ultratop 50 Singles) | 29                 |
| Irlande (IRMA)                         | 28                 |
| Pays-Bas (Nederlandse Top 40)          | 12                 |
| Pays-Bas (Single Top 100)              | 12                 |
| Royaume-Uni (UK Singles Chart)         | 36                 |